# Grabhügel im Postels Busch
Koordinaten: 53° 41′ 59″ N, 9° 7′ 17″ O
Die Grabhügel im Postels Busch (auch Wunnerborn genannt) waren eine bemerkenswerte Grabhügelgruppe in der Feldmark bei Hemmoor-Westersode, im Landkreis Cuxhaven im Elbe-Weser-Dreieck in Niedersachsen.

## Beschreibung
Auf der Geestkuppe lag eine Reihe bestehend aus fünf Hügeln, die 1931 und 1935 bei der Kultivierung zerstört wurden. Angaben zur Hügelgruppe überlieferte der Amateurarchäologe W. Klenck, der in den Jahren 1931 und 1935 Notbergungen in den Hügeln vornahm. Ihre Maße betrugen (von West nach Ost):
- a) Höhe 2,20 m, Durchmesser 18 m;
- b) Höhe 1,00 m, Durchmesser 10 m;
- c) Höhe 1,00 m; Durchmesser 12 m;
- d) Höhe 2,30 m; Breite 16 m; Länge 30 m,
- e) Höhe 1,90 m, Durchmesser 15 m.

Der Hügel d) war einer der seltenen bronzezeitlichen Langhügel, wie die „Langen Berge“ von Langen, Debstedt und Heerstedt. Nach Klencks Beobachtungen enthielt der Hügel d) 18 Steinsetzungen, von denen vier die Steinpackungen beigabenloser Gräber waren. Im Hügelaufwurf fand er ein Kurzschwert aus Bronze und eine gezähnte Speerspitze. Wie viele andere, wiesen auch diese Hügel mehrere jungbronzezeitliche und eisenzeitliche Nachbestattungen als Urnenbestattungen auf.

## Hügel A
Grabhügel a) erwies sich als der fundreichste und jüngste. In ihm fand Klenck ein beigabenloses Zentralgrab und ein Nord-Süd gerichtetes Männergrab, sowie ein West-Ost orientiertes Frauengrab, beide in der nördlichen Hügelhälfte. Die Frau war in einem Baumsarg bestattet. Ihre Beigaben bestanden aus einem breiter Fingerring, einer 10,5 cm lange Scheibenkopfnadel mit durchlochtem Schaft und einer kleinen dünnen Bronzenadel. Im steckte noch ein Fingerknochenrest.

## Die Steinsetzung
Das Männergrab erbrachte einen ungewöhnlichen Befund: Unter einer 2,0 m langen, 0,9 m breiten und 0,95 m mächtigen Steinpackung, lag eine etwa kastenförmige Steinsetzung mit den Innenmaßen von 1,05 × 0,55 m bei lediglich 0,15 m Höhe. Eine Schmalseite wurde von einer Platte gebildet, der Rest bestand aus 19 etwa kopfgroßen Steinen. Über die gesamte Innenfläche war Leichenbrand verstreut. Mittig darin eingebettet war ein 56 cm langes Griffangelschwert mit rhombischem Zierknauf, viereckigem Ortband und den Resten der Holzscheide. Die Steinsetzung enthielt ferner eine 11 cm lange Nadel mit abgetrepptem Kopf, ein schwach sichelförmig gebogenes Bronzemesser mit ausgeschnittenem Griff, einen schmalen Bronzestreifen und ein kleines Henkelgefäß.
Im Hügel e) fand Klenck das älteste Körpergrab. Darin fand sich eine frühbronzezeitlicher Feuersteindolch und eine geflügelte Pfeilspitze.

## Einordnung
Während man das Körpergrab der Frau in die Periode II der Bronzezeit hätte setzen können, gehört das Männergrab in die Periode III, in der sich die Brandbestattung ausbreitete. Der Hügel wurde also „birituell“, mit Körper- und Brandbestattungen belegt, die entweder gleichzeitig waren oder in kürzerem Abstand aufeinander folgten.
Die Funde aus den Hügeln von "Postels Busch" befinden sich im Bördemuseum Lamstedt.